# Kings of Leon
Kings of Leon är en amerikansk alternativ rock-grupp från Nashville, Tennessee bildad 2000 av bröderna Caleb Followill (sång och kompgitarr), Jared Followill (basgitarr, bakgrundssång, keyboard) och Nathan Followill (trummor, sång), tillsammans med deras kusin Matthew Followill (sologitarr och bakgrundssång).
Både deras pappa och farfar gick under namnet "Leon", vilket bandet tog sitt namn ifrån. Gruppens tidiga musik var en blandning av southern rock och garagerock-influenser. Sedan dess har bandet experimenterat med ett flertal musikgenrer. Sedan bandets debut 2003 har de vuxit från en indieakt till att få internationella framgångar, främst i Storbritannien, Irland, Sverige och Australien.
Bandet blev ännu mer populärt i Kanada och USA i och med det fjärde studioalbumet från 2008: Only by the Night. Kings of Leon har totalt fått nio stycken singlar på Top 40-listan i Storbritannien, inklusive förstasingeln "Sex on Fire". "Use Somebody" är också en av Kings of Leons största hitar.
Den 15 oktober 2010 släpptes det femte studioalbumet Come Around Sundown i Tyskland med efterföljande lanseringar i Storbritannien den 18 oktober och i Nordamerika den 19 oktober.

## Medlemmar
Nuvarande medlemmar
- Caleb Followill – sång, rytmgitarr (2000– )
- Jared Followill – basgitarr, keyboard, bakgrundssång (2000– )
- Matthew Followill – sologitarr, keyboard, bakgrundssång (2000– )
- Nathan Followill – trummor, percussion, bakgrundssång (2000– )

Nuvarande turnerande medlemmar
- Liam O'Neil – keyboard, percussion, bakgrundssång (2015– )
- Timothy Deaux – rytmgitarr, percussion, bakgrundssång (2016– )

Tidigare turnerande medlemmar
- Christopher Coleman – rytmgitarr, keyboard, trumpet, percussion, bakgrundssång (2010–2014)
- Ethan Luck – rytmgitarr, keyboard, percussion, bakgrundssång (2014–2016)

## Diskografi
Album
- 2003 – Youth and Young Manhood
- 2004 – Aha Shake Heartbreak
- 2007 – Because of the Times med sången Arizona
- 2008 – Only by the Night
- 2010 – Come Around Sundown
- 2013 – Mechanical Bull
- 2016 – WALLS
- 2021 – When You See Yourself
- 2024 – Can We Please Have Fun